# Березина (верхний приток Днепра)
Березина (бел. Бярэзіна) — река в Витебской области Беларуси и Смоленской области России. Правый приток Днепра. Длина — 63 км. Площадь бассейна — 938 км².
Исток в болоте недалеко от деревни Мальково Витебской области. По территории Беларуси протекает на протяжении 6 км. Течёт на юго-восток. Впадает в Днепр к западу от д. Гусино Краснинского района.
Основные притоки слева: Малая Березина с притоком Ольшанка, Лешня, Ельня и Смердячка.